# Polygonum honanense
Polygonum honanense là một loài thực vật có hoa trong họ Rau răm. Loài này được H.W. Kung miêu tả khoa học đầu tiên năm 1936.